# Azotemija
Azotemija je medicinsko stanje koje karakteriziraju povišene vrijednosti nebjelančevinskih kemijskih spojeva koje sadrže dušik u krvi (najznačajniji kreatinin, urea i mokraćna kiselina, ali i gvanidinske baze, amini, fenoli). Azotemija je najčešće povezana s nedovoljnom filtracijom krvi kroz bubrege. 
Azotemiju karaterizira smanjenje glomerularne filtracije i povišenje omjera serumske koncentracije ureje i kreatinina. Normalan omjer je manji od 15. Prema vrijednosti povišenja omjera se može i razlikovati tip azotemije.
Prema uzroku koji dovodi do povišenja razine nebjelančevinskih dušikovih spojeva u krvi možemo azotemiju podijeliti na: 
- prerenalna azotemija - uzrkovana bolesti koje smanjuju protok krvi kroz bubreg (npr. krvarenje, šok)
- renalna azotemija - uzrkovana bolesti koje oštećuju bubrežni parenhim (npr. glomerulonefritis, akutna tubularna nekroza)
- postrenalna azotemija - uzrkovana blokadom protoka urina (npr. prirođena anomalija, bubrežni kamenac, tumor).